# Ексетер (Род-Айленд)
Е́ксетер (англ. Exeter) — місто (англ. town) в США, в окрузі Вашингтон штату Род-Айленд. Населення — 6460 осіб (2020).

## Демографія

### Перепис 2010
Згідно з переписом 2010 року, у місті мешкало 6425 осіб у 2319 домогосподарствах у складі 1735 родин. Було 2511 помешкання
Расовий склад населення:
| - 95,5 % — білих - 1,2 % — чорних або афроамериканців - 0,6 % — азіатів - 0,5 % — корінних американців |

До двох чи більше рас належало 1,3 %. Частка іспаномовних становила 2,6 % від усіх жителів.
За віковим діапазоном населення розподілялося таким чином: 20,8 % — особи молодші 18 років, 67,9 % — особи у віці 18—64 років, 11,3 % — особи у віці 65 років та старші. Медіана віку мешканця становила 44,2 року. На 100 осіб жіночої статі у місті припадало 100,6 чоловіків; на 100 жінок у віці від 18 років та старших — 103,3 чоловіків також старших 18 років.
Середній дохід на одне домашнє господарство становив 101 271 долар США (медіана — 79 044), а середній дохід на одну сім'ю — 131 334 долари (медіана — 107 500). Медіана доходів становила 59 512 долари для чоловіків та 53 651 долар для жінок. За межею бідності перебувало 7,0 % осіб, у тому числі 3,5 % дітей у віці до 18 років та 5,6 % осіб у віці 65 років та старших.
Цивільне працевлаштоване населення становило 3444 особи. Основні галузі зайнятості: освіта, охорона здоров'я та соціальна допомога — 24,6 %, будівництво — 11,1 %, науковці, спеціалісти, менеджери — 10,0 %.

### Перепис 2000
За даними перепису 2000 року
на території муніципалітету мешкало 6 045 людей, було 2 085 садиб.
Густота населення становила 40,4 осіб/км². З 2 085 садиб у 38 % проживали діти до 18 років, подружніх пар, що мешкали разом, було 64,4 %,
садиб, у яких господиня не мала чоловіка — 8,7 %, садиб без сім'ї — 23,6 %.
Власники 4,6 % садиб мали вік, що перевищував 65 років, а в 16,8 % садиб принаймні одна людина була старшою за 65 років. Кількість людей у середньому на садибу становила 2,77, а в середньому на родину 3,15.
Середній річний дохід на садибу становив 64 452 доларів США, а на родину — 74 157 доларів США. Чоловіки мали дохід 47 083 доларів, жінки — 36 928 доларів. Дохід на душу населення був 25 530 доларів. Приблизно 4,5 % родин та 5,5 % населення жили за межею бідності.
Медіанний вік населення становив 38 років. На кожних 100 жінок віком понад 18 років припадало 96 чоловіків.